# Kubrat
Kubrat ili Kuvrat (grč. Kούβρατος, Κοβρāτος; bug. Кубрат) († između 653. i 665.), protobugarski kan iz roda Dulo. Prvotno je bio vođa protobugarskog plemena. 
Godine 635. on je poveo Protobugare u ustanak protiv Turskog Kanata i uspostavio je svoju državu s prijestolnicom u Phanagoriji (danas Sennayi).
Spisi nam govore o da je imao sina Batbajana, Kotraga, Kubera te najvjerojatnije najmlađeg Asparuha.

## Zanimljivosti
Kubrat je jedna od ključnih osoba u Bugarskoj teoriji o podrijetlu Hrvata.
| Prethodnik:          | Vladar Velike Bugarske | Nasljednik: |
| Batbajan (665.-668.) | Vladar Velike Bugarske |             |